# Castel d'Alfero
Castel d'Alfero è un borgo medioevale frazione del comune di Sarsina, nella provincia di Forlì-Cesena in Emilia-Romagna; era un castrum, ovvero un centro abitato fortificato, dotato di una rocca e di una torre risalenti almeno agli inizi dell'XI secolo, ora scomparse; dalla seconda metà del XX secolo è abbandonato.

## Storia
Il castello risale all'anno Mille quando era sotto il controllo dall'abbazia del Trivio della vicina Verghereto; nel 1200 fu poi governata dai conti Guidi di Modigliana e poi dai Fogliano e in seguito dai Della Faggiola. Nel 1259 fu donato al vescovo di Sarsina e poi divenne proprietà della città. Il castello perse la sua funzione difensiva alla fine del XV secolo e col tempo l'insediamento divenne un borgo rurale e i diversi corpi di fabbrica addossati alla cinta muraria divennero piccole abitazioni con affacci sulla corte interna; una parte della torre è presente in una delle abitazioni in fondo alla corte. I fabbricati più antichi risalgono al XVI secolo. Aveva una cinta cinta muraria che seguiva la sommità della formazione rocciosa affiorante. Il borgo è formato da due gruppi edilizi continui. La parte a monte è stata ricostruita alla fine degli anni sessanta del 900 quando nel 1968 è stata demolita la porta d'ingresso al castello, mentre della cerchia muraria rimangono poche tracce solo nel lato sud.